# Spútnik 1
L'Spútnik 1 (rus: Спу́тник-1; vegeu Etimologia) fou el primer satèl·lit artificial de la història. A les 22:28 h (hora de Moscou) del 4 d'octubre de 1957 l'URSS va fer enlairar un coet R-7 des de Toretam (Kazakhstan), prop de Baikonur. Dins el coet hi anava aquest satèl·lit, d'una mida no gaire més grossa que una pilota de futbol. Minuts després, l'agència oficial soviètica, la Tass, anunciava que s'havia aconseguit posar en òrbita el primer objecte artificial en la història de la humanitat. El president dels Estats Units va ordenar d'accelerar els preparatius per a contraatacar i demostrar que els soviètics no eren els únics a poder llançar objectes a l'espai. Quatre mesos després de l'Spútnik els americans aconsegueixen llançar l'Explorer I, de mida més petita que l'Spútnik I. Es diu que Nikita Khrusxov, el líder soviètic de llavors, va comentar irònicament: "Bah, només han pogut llançar una taronja". En plena Guerra Freda, els estatunidencs foren els segons en matèria espacial durant molt de temps, fins a l'arribada a la Lluna, el juliol de 1969. Mentre, els soviètics eren els primers en tot allò que feia referència a l'exploració de l'espai.

## Etimologia

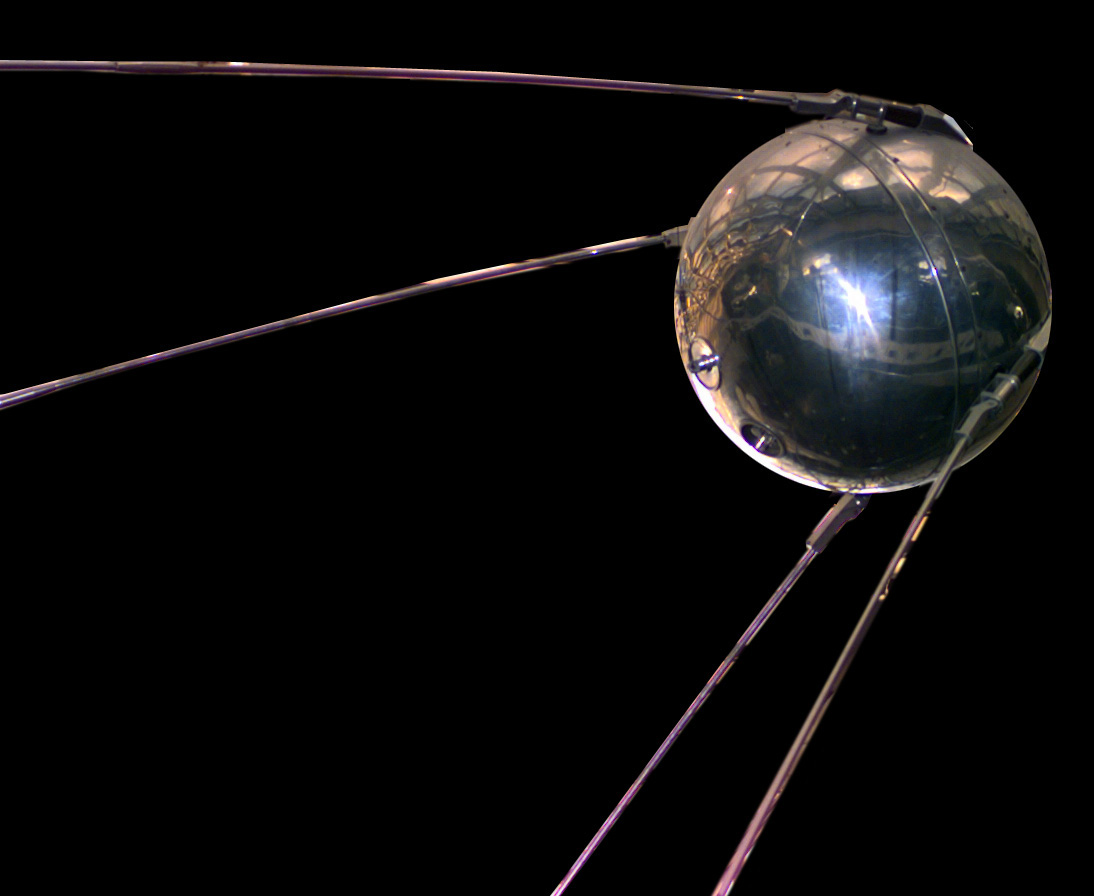
L'Spútnik 1, primer satèl·lit llançat.

Спутник-1, romanitzat com a Spútnik-Odín AFI [ˈsputʲnʲɪk.ɐˈdʲin], significa "Satèl·lit-U". La paraula russa per a satèl·lit natural, spútnik, es va encunyar al segle xviii combinant el prefix s- ("junts") i pútnik ("viatger"), que significa "company de viatge", un significat corresponent a l'arrel llatina satelles ('guarda', 'assistent' o 'acompanyant'), que és l'origen del mot català "satèl·lit".

## Història

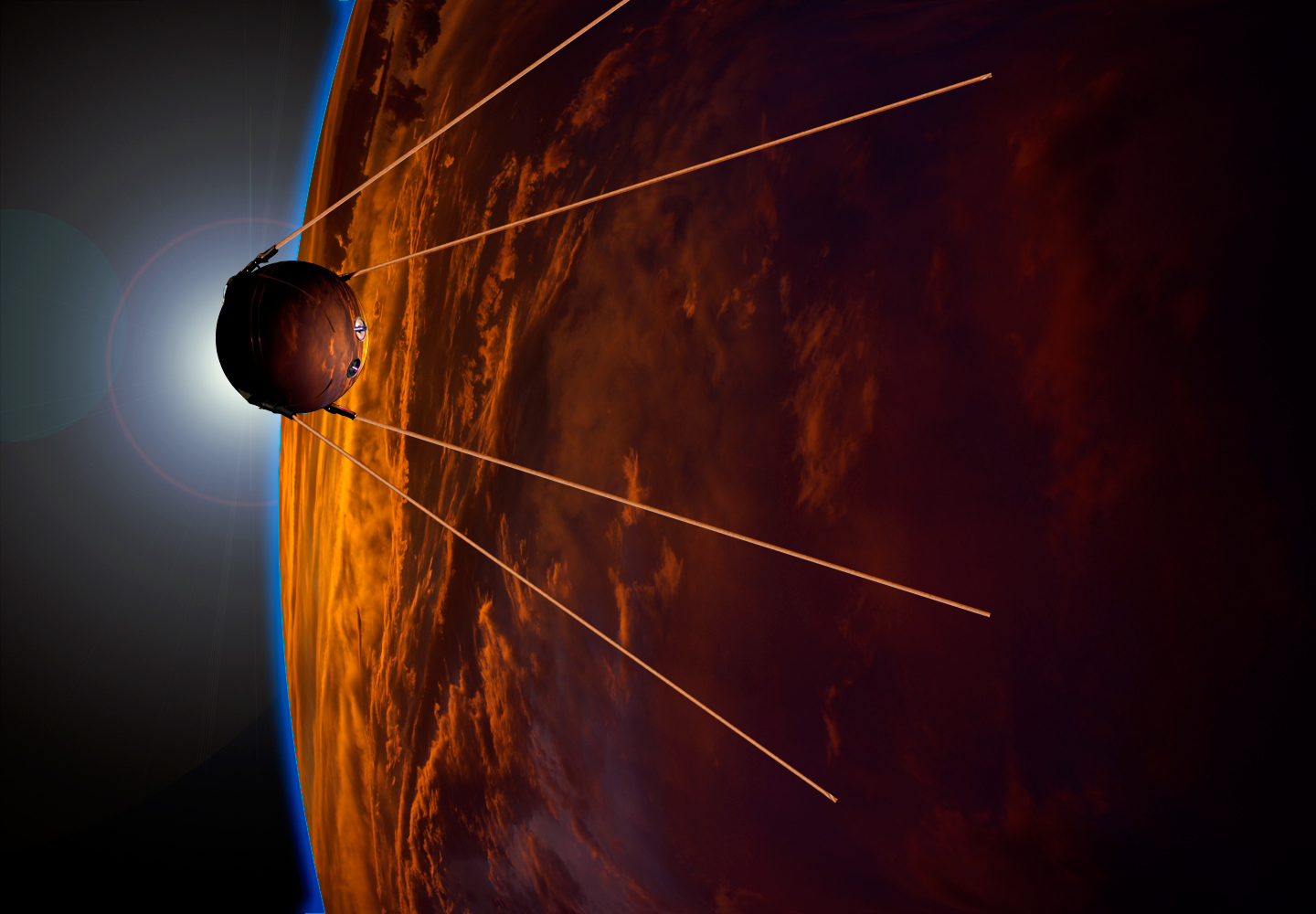
Imatge artística de l′Sputnik 1 en òrbita sobre la terra.

La nau Sputnik 1 va ser el primer intent reeixit de posar en òrbita un satèl·lit artificial al voltant de la Terra. Es va llançar des del Cosmòdrom de Baikonur a Toretam, 371 km al sud-oest de la petita ciutat de Baikonur, al Kazakhstan (abans part de la Unió Soviètica). La paraula spútnik a rus significa "company de viatge" ("satèl·lit" en astronàutica). El nom oficial complet, es tradueix, però, com "Satèl·lit Artificial Terrestre" (ISZ per les seves sigles en rus).
L'Sputnik 1 va ser el primer d'una sèrie de quatre satèl·lits que van formar part del programa Sputnik de l'antiga Unió Soviètica i es va planejar com una contribució a l'Any Geofísic Internacional (1957-1958), establert per l'Organització de les Nacions Unides. Tres d'aquests satèl·lits (Spútnik 1, Spútnik 2 i Spútnik 3) van aconseguir l'òrbita terrestre. L'Spútnik 1 es va llançar amb el vehicle de llançament R-7 i es va incinerar durant la seva reentrada el 4 de gener de 1958.
La seqüència real de la presa de decisions pel que fa a la forma de l'Spútnik 1 va ser enrevessada. Inicialment l'Acadèmic Mstislav Kéldix va idear un satèl·lit d'1,5 t en forma de con, amb la capacitat de fer molts mesuraments físics a l'espai, però quan els soviètics van llegir que el projecte nord-americà Vanguard tenia dissenyats, i planejats dos satèl·lits, un de petit només per veure si podien posar alguna cosa en òrbita, els russos van decidir fer el mateix, realitzant el que es tradueix com "el satèl·lit més simple", que tenia un centímetre més de diàmetre i era força més pesat que el Vanguard. Ells van tenir a veure si les condicions en òrbita terrestre baixa podien permetre a un satèl·lit major romandre-hi durant el temps necessari. Quatre mesos després del llançament de l'Spútnik 1, va ser posat en òrbita el satèl·lit de prova Vanguard, Khrusxov el va ridiculitzar comparant-ho amb un "aranger". Quan els soviètics van descobrir que també podien posar en òrbita satèl·lits de prova, van pensar a posar en òrbita el satèl·lit i laboratori espacial Kéldix com Sputnik 3, fent-ho després d'un primer llançament fallit.

## Abans del llançament

### Projecte de construcció del satèl·lit
El 17 de desembre de 1954, el científic cap de coets soviètic Sergei Korolev va proposar un pla de desenvolupament d'un satèl·lit artificial al Ministre de la Indústria de Defensa, Dmitri Ustínov. Korolev li va remetre un informe de Mikhal Tikhonravov, amb una visió general de projectes similars a l'estranger. Tikhonravov havia destacat que el llançament d'un satèl·lit orbital era una etapa inevitable és el desenvolupament de la tecnologia de coets.
El 29 de juliol de 1955, el president nord-americà Dwight D. Eisenhower va anunciar a través del seu secretari de premsa que, durant l'Any Geofísic Internacional (AIG), Estats Units llançaria un satèl·lit artificial. Quatre dies després, Leonid Sedov, un destacat físic soviètic, va anunciar que ells també llançarien un satèl·lit artificial. El 8 d'agost, el politburó del Partit Comunista de la Unió Soviètica va aprovar la proposta de crear un satèl·lit artificial. El 30 d'agost Vasily Ryabikov–el cap de la Comissió Estatal dels llançaments de prova del R-7– va celebrar una reunió en què Korolev va presentar les dades de càlcul per a una trajectòria de vol espacial a la Lluna. Van decidir desenvolupar una versió de tres etapes del coet R-7 per al llançament de satèl·lits.

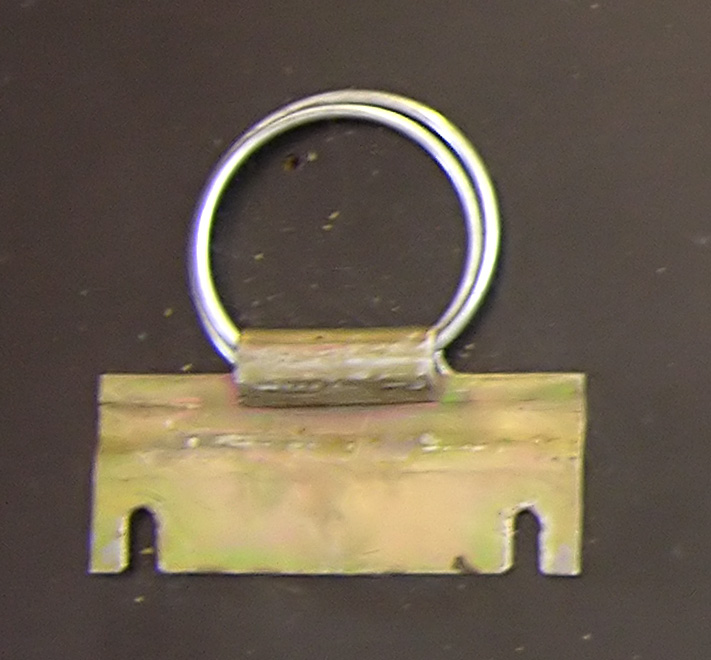
Última peça que queda de l'Spútnik 1: clau metàl·lica d'armat que impedia el contacte entre les bateries i el transmissor abans del llançament; exposada al Museu Nacional de l'Aire i de l'Espai de l'Smithsonian.

El 30 de gener del 1956 el Consell de Ministres va aprovar els treballs pràctics d'un satèl·lit artificial en òrbita terrestre. Aquest satèl·lit, denominat Objecte D, estava previst que es completés el 1957-58; tindria una massa de 1.000 a 1.400 kg i portaria 200 a 300 kg d'instruments científics. El primer lanzamiento de prueba del "Objeto D" estaba previsto para 1957. El treball en el satèl·lit s'havia de dividir entre les institucions de la manera següent:
- L'Acadèmia de Ciències de l'URSS era responsable de la direcció científica general i del subministrament d'instruments de recerca
- El Ministeri de la Indústria de Defensa i la seva oficina principal de disseny, OKB-1, es van encarregar de la construcció del satèl·lit
- El Ministeri de la Indústria Radiotècnica desenvoluparia el sistema de control, els instruments radiotècnics i el sistema de telemetria.
- El Ministeri de la Indústria Naval desenvoluparia els dispositius giroscòpics.
- El Ministeri de Construcció de Maquinària desenvoluparia els mitjans de llançament, reabastament i transport a terra.
- El Ministeri de Defensa s'encarregaria de fer els llançaments.

Els treballs preliminars de disseny es van completar el juliol de 1956 i es van definir les tasques científiques que havia de fer el satèl·lit. Entre elles, mesurar la densitat de l'atmosfera i la seva composició iònica, el vent solar, el camp magnètic i els raigs còsmics. Aquestes dades serien valuoses per a la creació de futurs satèl·lits artificials; s'havia de desenvolupar un sistema d'estacions terrestres per recollir les dades transmeses pel satèl·lit, observar-ne l'òrbita i transmetre-li ordres. A causa de la limitació de temps, les observacions es van planificar per només 7 a 10 dies i no s'esperava que els càlculs de l'òrbita fossin extremadament precisos.
A finals de 1956 va quedar clar que la complexitat de l'ambiciós disseny significava que l′"Objecte D" no podria ser llançat a temps a causa de les dificultats per crear instruments científics i al baix impuls específic produït pels motors R-7 acabats (304 seg en lloc dels 309 a 310 seg previstos). En conseqüència, el govern va reprogramar el llançament per a abril de 1958. L'objecte D volaria posteriorment com a l'Spútnik 3.
Tement que els Estats Units llancés un satèl·lit abans que l'URSS, l'OKB-1 va suggerir la creació i llançament d'un satèl·lit a l'abril-maig de 1957, abans que comencés la IGY el juliol de 1957. El nou satèl·lit seria senzill, lleuger (100 kg, i fàcil de construir, renunciant al complex i pesat equipament científic a favor d'un simple transmissor de ràdio. PS". Aquesta versió permetia el seguiment visual del satèl·lit per part d'observadors terrestres i podia transmetre senyals de seguiment a estacions receptores terrestres. Es va aprovar el llançament de dos satèl·lits, el PS-1 i el PS-2, amb dos coets R-7 (8K71), sempre que el R-7 completés almenys dos vols de prova amb èxit.

### Preparació del vehicle de llançament i selecció del lloc de llançament

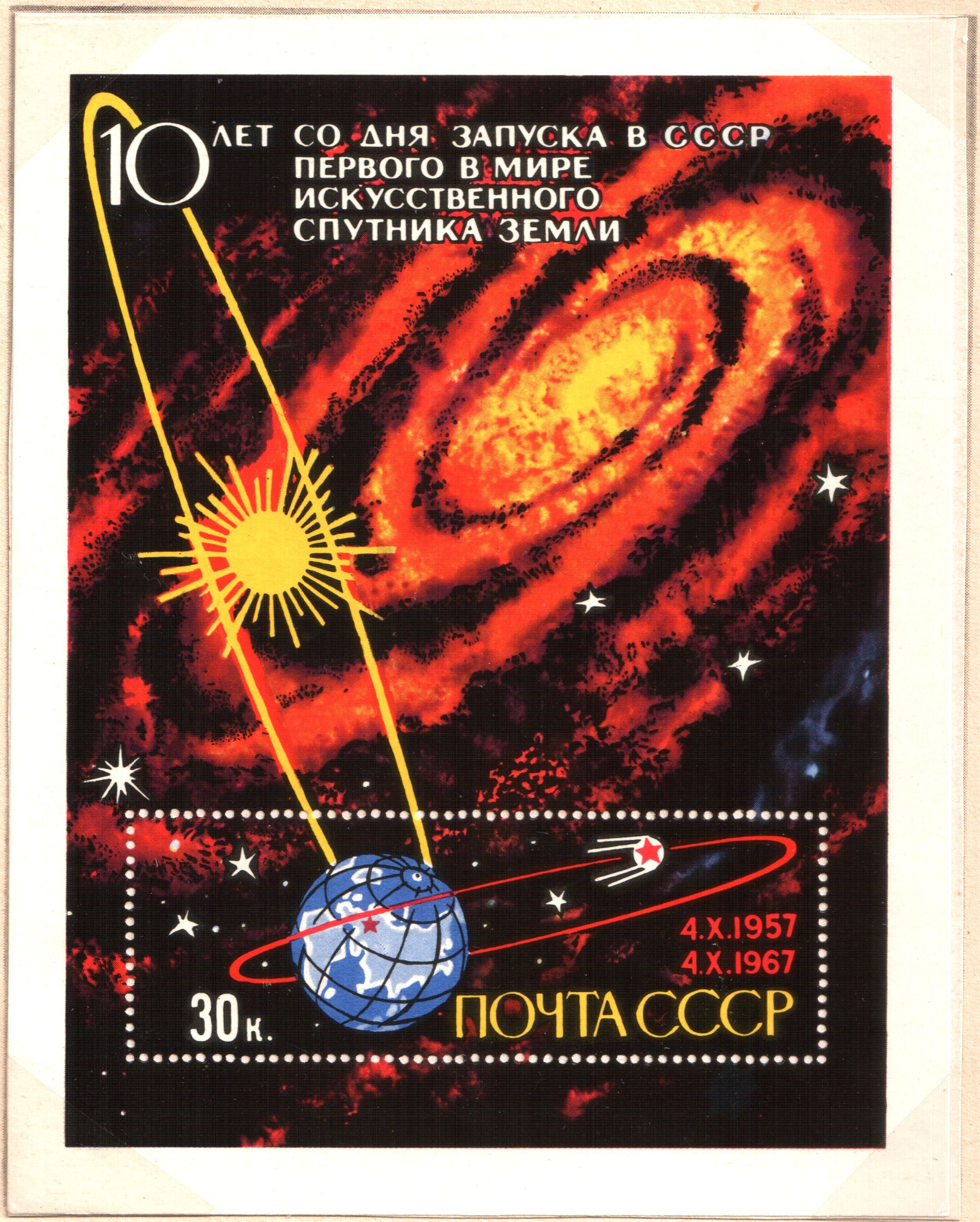
Segell postal de 30 kopek de la Unió Soviètica representant l'Spútnik 1 orbitant la Terra, la Terra orbitant el Sol i el Sol orbitant el centre de la Via Làctia.

El coet R-7 va ser dissenyat inicialment com un míssil balístic intercontinental (ICBM) per l'OKB-1. La decisió de construir-lo va ser presa pel Comitè Central del Partit Comunista de la Unió Soviètica i el Consell de Ministres de l'URSS el 20 de maig de 1954. El coet era el més potent del món; es va dissenyar amb un excés d'empenta ja que no estaven segurs de com seria de pesada la càrrega útil de la bomba d'hidrogen. El R-7 també era conegut per la seva designació GRAU (posteriorment GURVO, l'abreviatura russa de "Direcció Principal de les Forces de Coets"") 8K71. En aquella època, el R-7 era conegut per fonts de l'OTAN com a T-3 o M-104, i Tipo A. Una comissió especial de reconeixement va seleccionar Tyuratam per a la construcció d'un camp de proves de coets, el 5è polígon de Toretam, habitualment denominat "NIIP-5", o "GIK-5" a l'època postsoviètica. La selecció va ser aprovada el 12 de febrer del 1955 pel Consell de Ministres de l'URSS, però l'emplaçament no es completaria fins al 1958. Els treballs reals de construcció del polígon van començar el 20 de juliol per part de les unitats de construcció militars. El 14 de juny de 1956, Korolev va decidir adaptar el coet R-7 a l′Objecte D (Spútnik 3), que posteriorment seria substituït pel molt més lleuger 'Objecte PS' (Spútnik 1).
El primer llançament d'un coet R-7 (8K71 nº 5L) es va produir el 15 de maig de 1957. Es va iniciar un incendi al Blok D strap-on gairebé immediatament a l'enlairament, però el booster va continuar volant fins a 98 segons després del llançament, quan l'strap-on es va desprendre i el vehicle es va estavellar a uns 400 km de distància. El 10 i 11 de juny es van realitzar tres intents de llançament del segon coet (8K71 No.6) es van realitzar els dies 10 i 11 de juny, però un defecte de muntatge va impedir el llançament. El llançament fallit del tercer coet R-7 (8K71 No.7 ) va tenir lloc el 12 de juliol. Un curtcircuit elèctric va provocar que els motors vernier posessin el míssil en un balanceig incontrolat que va provocar que totes les corretges se separessin als 33 segons del llançament. El R-7 es va estavellar a uns 7 km de la plataforma.
El llançament del quart coet (8K71 núm. 8), el 21 d'agost a les 15:25 hora de Moscou, va ser un èxit. El nucli del coet va impulsar l'ogiva fictícia fins a l'altitud i la velocitat desitjades, va tornar a entrar a l'atmosfera i es va trencar a una alçada de 10 km després de viatjar 6.000 km. El 27 d'agost, la TASS va emetre un comunicat sobre l'exitós llançament d'un ICBM multietapa de llarga distància. El llançament del cinquè coet R-7 (8K71 núm. 9), el 7 de setembre, també va ser un èxit, però el maniquí també es va destruir a la reentrada atmosfèrica, i, per tant, va necessitar un redissenyo per complir completament el seu propòsit militar. El coet, però, es va considerar adequat per al llançament de satèl·lits, i Koroliov va poder convèncer la Comissió Estatal perquè permetés l'ús del següent R-7 per llançar el PS-1, permetent el retard a l'explotació militar del coet per llançar els satèl·lits PS-1 i PS-2.
El 22 de setembre, un coet R-7 modificat, denominat Spútnik i indexat com 8K71PS, va arribar al camp de proves i es van iniciar els preparatius per al llançament del PS-1. En comparació amb els vehicles de prova militars R-7, la massa del 8K71PS es va reduir de 280 t a 272 t, la seva longitud amb el PS-1 va ser de 29,167 metres i l'empenta en l'enlairament va ser de 3,9 MN.

### Complex d'observació
El PS-1 no va ser dissenyat per ser controlat; només podia ser observat. Les dades tos i es telegrafiarien a NII-4. Situat de nou a Moscou (a Bolshevo), el NII-4 era un braç de recerca científica del Ministeri de Defensa que es dedicava al desenvolupament de míssils. Els sis observatoris estaven agrupats al voltant del lloc de llançament i el més proper estava situat a 1 km de la plataforma de llançament.
Es va establir un segon complex d'observació a nivell nacional per seguir el satèl·lit després de separar-se del coet. Anomenat Complex de Comandament-Medició, estava format pel centre de coordinació a NII-4 i set estacions distants situades al llarg de la línia de la pista terrestre del satèl·lit. Aquestes estacions de seguiment estaven situades a Toretam, Sary-Shagan, Ienisseisk, Klyuchi, Yelizovo, Makat a la província de Guryev, i Ishkup a Krasnoyarsk Krai. Les estacions estaven equipades amb radar, instruments òptics i sistemes de comunicació. Les dades de les estacions es transmetien per telègraf a NII-4, on els especialistes en balística calculaven els paràmetres orbitals.
Els observatoris van utilitzar un sistema de mesura de trajectòries anomenat "Tral", desenvolupat per OKB MEI (Institut d'Energia de Moscou), mitjançant el qual rebien i controlaven les dades dels transponedors muntats a la etapa central del coet R-7. Les dades van ser útils fins i tot després de la separació del satèl·lit de la segona etapa del coet; la ubicació de l'Spútnik es va calcular a partir de les dades de la ubicació de la segona etapa que va seguir l'Spútnik a una distància coneguda. El seguiment del coet durant el llançament s'havia de fer a través de mitjans purament passius, com ara la cobertura visual i la detecció per radar. Els llançaments de prova del R-7 van demostrar que les càmeres de seguiment només eren bones fins a una altitud de 200 km, però el radar podia seguir-lo fins a gairebé 500 km.
Fora de la Unió Soviètica, el satèl·lit va ser rastrejat per operadors de radioaficionat de molts països. El coet propulsor va ser localitzat i rastrejat pels britànics utilitzant el Telescopi Lovell a l'Observatori de Jodrell Bank, l'únic telescopi del món capaç de fer-ho per radar. L'Observatori Newbrook de Canadà va ser la primera instal·lació d'Amèrica del Nord a fotografiar l'Sputnik 1. Les dades van ser útils fins i tot després de la separació del satèl·lit de la segona etapa del coet; la ubicació de l'Sputnik es va calcular a partir de les dades de la ubicació de la segona etapa que va seguir l'Sputnik a una distància coneguda. El seguiment del coet durant el llançament s'havia de fer a través de mitjans purament passius, com ara la cobertura visual i la detecció per radar. Els llançaments de prova del R-7 van demostrar que les càmeres de seguiment només eren bones fins a una altitud de 200km, però el radar podia seguir-lo fins gairebé 500km.

## Característiques tècniques
El cap d'enginyers encarregats de la construcció de l'Spútnik 1 fou Serguei Koroliov. L'Spútnik 1 era una esfera d'alumini, de 58 cm de diàmetre i uns 83 quilograms de pes, que portava quatre antenes de 2,4 i 2,9 metres de longitud. La font d'energia i els instruments de mesura que portava estaven allotjats en una càpsula que també contenia un emissor de ràdio que emetia a 20,007 i 40,002 MHz i que enviava dades a la Terra sobre la temperatura dins i fora de l'esfera.